# Grangermont
Grangermont és un municipi francès, situat al departament del Loiret i a la regió de Centre – Vall del Loira. L'any 2007 tenia 210 habitants.

## Demografia

### Població
El 2007 la població de fet de Grangermont era de 210 persones. Hi havia 85 famílies, de les quals 20 eren unipersonals (4 homes vivint sols i 16 dones vivint soles), 28 parelles sense fills, 33 parelles amb fills i 4 famílies monoparentals amb fills.
La població ha evolucionat segons el següent gràfic:
Habitants censats

### Habitatges
El 2007 hi havia 123 habitatges, 85 eren l'habitatge principal de la família, 28 eren segones residències i 9 estaven desocupats. 122 eren cases i 1 era un apartament. Dels 85 habitatges principals, 81 estaven ocupats pels seus propietaris, 3 estaven llogats i ocupats pels llogaters i 1 estava cedit a títol gratuït; 1 tenia una cambra, 8 en tenien dues, 17 en tenien tres, 24 en tenien quatre i 35 en tenien cinc o més. 74 habitatges disposaven pel capbaix d'una plaça de pàrquing. A 36 habitatges hi havia un automòbil i a 42 n'hi havia dos o més.

### Piràmide de població
La piràmide de població per edats i sexe el 2009 era:
| Homes | Edats   | Dones |
| ----- | ------- | ----- |
| 0     | 95 o +  | 0     |
| 0     | 90 a 94 | 0     |
| 0     | 85 a 89 | 0     |
| 4     | 80 a 84 | 4     |
| 0     | 75 a 79 | 8     |
| 8     | 70 a 74 | 4     |
| 4     | 65 a 69 | 8     |
| 8     | 60 a 64 | 4     |
| 0     | 55 a 59 | 8     |
| 0     | 50 a 54 | 4     |
| 8     | 45 a 49 | 0     |
| 12    | 40 a 44 | 20    |
| 8     | 35 a 39 | 0     |
| 4     | 30 a 34 | 0     |
| 0     | 25 a 29 | 12    |
| 4     | 20 a 24 | 0     |
| 8     | 15 a 19 | 4     |
| 8     | 10 a 14 | 8     |
| 0     | 5 a 9   | 12    |
| 4     | 0 a 4   | 4     |

## Economia
El 2007 la població en edat de treballar era de 113 persones, 92 eren actives i 21 eren inactives. De les 92 persones actives 87 estaven ocupades (45 homes i 42 dones) i 5 estaven aturades (4 homes i 1 dona). De les 21 persones inactives 9 estaven jubilades, 7 estaven estudiant i 5 estaven classificades com a «altres inactius».

### Ingressos
El 2009 a Grangermont hi havia 86 unitats fiscals que integraven 206 persones, la mediana anual d'ingressos fiscals per persona era de 20.270 €.

### Activitats econòmiques
L'únic establiment que hi havia el 2007 era d'una empresa de serveis.
L'any 2000 a Grangermont hi havia 13 explotacions agrícoles que ocupaven un total de 462 hectàrees.

## Equipaments sanitaris i escolars
El 2009 hi havia una escola elemental integrada dins d'un grup escolar amb les comunes properes formant una escola dispersa.

## Poblacions més properes
El següent diagrama mostra les poblacions més properes.